# Ilija Jovanović
Ilija Jovanović (geboren am 25. Februar 1950 in Rumska, Serbien; gestorben am 25. November 2010 in Wien) war ein in Österreich lebender Lyriker, der seine Gedichte in den Sprachen Serbokroatisch, Deutsch und Romani verfasste. Seine Gedichte wurden ins Englische, Italienische, Rumänische und Französische übersetzt und teilweise vertont. Er wurde auch als Obmann des Kulturzentrums Romano Centro in Wien bekannt.

## Leben und Werk
Ilija Jovanović verbrachte seine Kindheit und Jugend in Serbien. 1971 emigrierte er nach Wien, ursprünglich mit dem Plan eines vorübergehenden Arbeitsaufenthaltes. Ilija Jovanović war zu diesem Zeitpunkt bereits Vater von drei Kindern, die bei den Großeltern in Serbien aufwuchsen und erst später nach Österreich zogen. Seine Gedichte wurden erstmals 2000 in der von Gerald Nitsche herausgegebenen Anthologie Österreichische Lyrik und kein Wort Deutsch in Buchform veröffentlicht. 10 Jahre später erschien sein erster eigenständiger Gedichtband Bündel / Budžo, 2006 folgte der Band Vom Wegrand / Dromese rigatar und 2011 erschien posthum Mein Nest in deinem Haar / Muro kujbo ande ćire bal. Das Nachwort zu diesem letzten Gedichtband verfasste Elfriede Jelinek.

## Rezeption
Elfriede Jelinek sagt zu den Gedichten von Ilija Jovanović, sie handelten von „Fremdheit“ und würden den Eindruck eines lichtlosen Raumes vermitteln: „Da ist dieser lichtlose Raum, in dem wir, die Mehrheit, unter der Minderheit aufräumen wollen, obwohl wir in diesem Zimmer überhaupt nichts sehen können. Indem wir andre ausschließen und vertreiben, sind wir selbst in einer Leere, die keine Begrenzung mehr kennt.“
Der Berliner Kulturführer Literarisches Berlin urteilt so: „Jovanovićs Sprache ist schlicht. Die Gedichte zeugen von ruhiger und feiner Beobachtungsgabe.“

## Auszeichnungen und Ehrungen

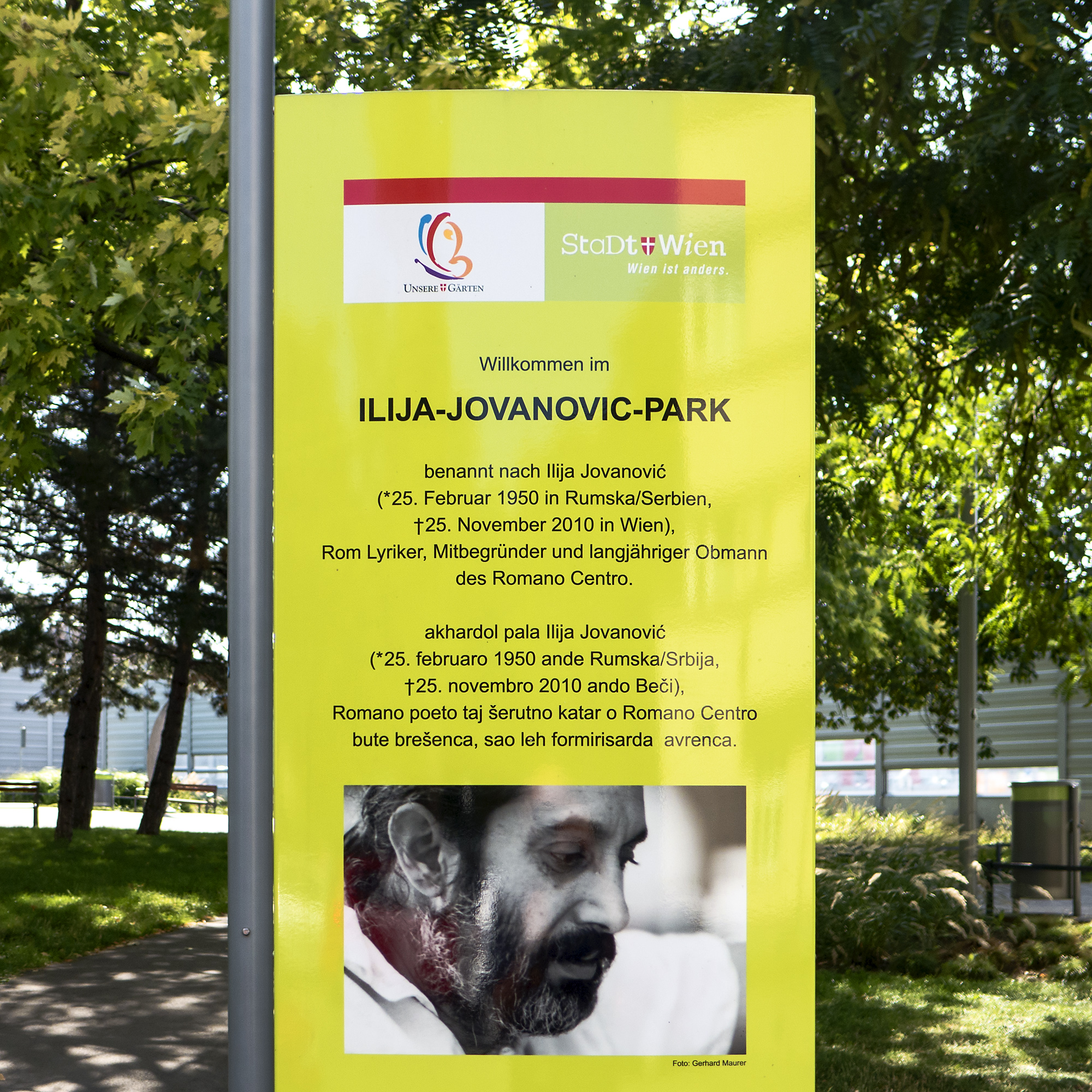
Schild im Ilija-Jovanović-Park

2016 wurde in Wien der Ilija-Jovanović-Park nach dem Lyriker benannt. 1999 wurde Ilija Jovanović mit dem Theodor-Körner-Preis und 2010 mit dem Exil-Lyrikpreis ausgezeichnet.

## Veröffentlichungen

### In Anthologien
- Gerald Nitsche und Augustin Blazovic (Hrsg.): Österreichische Lyrik, Und Kein Wort Deutsch: Zeitgenössische Dichtung Der Minoritäten. Innsbruck, Haymon Verlag 1990, S. 18–23 ISBN 3-85218-072-4.

### Einzelpublikationen

#### Originalsprache
- Bündel / Budžo. Landeck, EYE Literaturverlag, 2000.
- Vom Wegrand / Dromese rigatar. Klagenfurt, Drava Verlag 2006, ISBN 978-3-85435-483-3.
- Mein Nest in deinem Haar / Muro kujbo ande ćire bal. Mit einem Nachwort von Elfriede Jelinek. Klagenfurt, Drava Verlag 2001, ISBN 978-3-85435-645-5.

#### Übersetzungen
- News from the Other World. Poems in Romani. Übersetzerin: Melitta Depner. London, Francis Boutle Publishers 2010. ISBN 1-903427-54-1.
- Il mio nido nei tuoi capelli. Raccolta di poesie in romaní (gurbeto). Übersetzerin: Melitta Depner. Casa Editrice Kimerik 2012.
- Cuibul meu în părul tău. Colecţie de poezii în limba romani (gurbetă). Übersetzerin: Melitta Depner. Berlin, Epubli 2017.
- Muro kujbo ande ćire bal / My nest in your hair. Poems in Gurbet and English, Übersetzerin: Melitta Depner. Berlin, Epubli 2017.

### Vertonungen
- Friedrich Cerha Liederzyklus nach Texten von Ilija Jovanović für Bariton und Klavier = Song cycle after texts by Ilija Jovanović for baritone and piano. Wien, Musikverlag Doblinger 2016.